# Sadeldelfin
Sadeldelfin eller delfin (Delphinus delphis) är en däggdjursart som ingår i släktet Delphinus och familjen delfiner. Den förekommer i olika hav över hela världen. Den betraktades fram till 1990-talet som enda art i släktet vanliga delfiner (Delphinus) men numera räknas kapspringaren (Delphinus capensis) som självständig art.

## Systematik och utbredning

### Systematik
Sadeldelfinen beskrevs av Linné 1758. Fram till 1994 betraktades den som ensam art inom släktet vanliga delfiner (Delphinus). Numera skiljs mellan två arter i släktet, sadeldelfin och kapspringare (D. capensis). Den sistnämnda är allmänt något större och har en mera långdragen nos än sadeldelfinen. Den taxonomiska statusen för den uppenbart mer kortnosade populationen i Svarta havet är oklar, men behandlas idag som en underart av sadeldelfin.

### Underarter
Sadeldelfinen delas upp i två underarter:
- D. d. delphis - Merparten av världspopulationen
- D. d. ponticus - endemisk för Svarta havet

### Utbredning
Sadeldelfinen förekommer i flera tropiska och tempererade havsområden fördelade över Atlanten och Stilla havet. Regelbundet förekommer den i bihav som Ochotska havet och  Japanska havet och subpopulationer förekommer i Medelhavet och Svarta havet. Den har också observerats i delar av Indiska oceanen, utanför sydöstra Afrika och södra Australien. Tidigare observationer i andra delar av Indiska oceanen och utanför Taiwan bedöms idag utgöras av kapspringare. Arten vistas nära kusten och flera tusen kilometer från kontinentalsockeln.

### Förekomst i Sverige
Sadeldelfinen förekommer i Nordsjön men går mer sällan in i Skagerack. Dock uppträder den tillfälligt utmed Sveriges kuster, främst Västkusten. Den observeras mycket sällsynt i Östersjön. Sadeldelfin reproducerar sig inte inom landets gränser.

## Utseende
Sadeldelfinen är en medelstor delfin. Med en kroppslängd mellan 1,6 och 2,0 meter samt en vikt mellan 70 och 235 kilo är den mindre än den mera kända flasknosdelfinen. Andra värdet för vikten gäller bara särskilt stora individer, mera vanlig är upp till 110 kilo. Hannar är vanligen längre och tyngre än honor. Kroppens färg är på ovansidan svart och på buken vit. På varje kroppssida har djuret timglasformiga markeringar som vid främre delen är ljusgrå till gul- eller guldaktig medan bakre delen är mörkgrå. Nosen är långdragen men inte lika lång som hos kapspringaren. I varje käkhalva finns 50 till 60 små likformiga tänder.

## Ekologi
Arten är mycket social och lever ofta i flockar med hundratals eller ibland tusentals individer. Ibland bildar de blandade grupper, till exempel med grindvalar. De iakttogs ridande på vågor som skapats av fartyg och bardvalar. Med en hastighet upp till 60 km/h är de snabba simmare och de utför ofta hopp eller andra akrobatiska rörelser.
Födan utgörs av många olika fiskar och bläckfiskar. Delfinen dyker till ett djup upp till 200 meter.
Honornas dräktighet varar vanligen i 10 till 11 månader. Sedan föds vanligen en enda kalv som är 70 till 100 cm lång och omkring 10 kg tung. I Svarta havet dias kalven oftast 5 till 6 månader men i andra regioner avvänjas kalven senare, ibland efter 19 månader. Mellan två födslar ligger i Svarta havet vanligen ett år. För andra populationer är intervallen längre, upp till tre år i östra Stilla havet. När ungarna blir könsmogna beror likaså på utbredningsområde. Honor blir allmänt efter 2 till 7 år könsmogna och hannar efter 3 till 12 år.
De äldsta kända individerna blev 35 år gamla och medellivslängden i Svarta havet ligger vid 22 år.

## Status, hot och skyddsåtgärder
Sadeldelfinen hamnar ofta i fiskeredskap och kväs ihjäl. I delar av utbredningsområdet hotas arten av matbrist på grund av utfiskning, av giftiga vätskor i havet och av temperaturförändringar i vattnet. Mellan 1946 och 1983 jagades ungefär 840 000 individer i Svarta havet. Andra lokala minskningar av beståndet berodde troligen på sjukdomar. Trots dessa lokala hot betraktas hela populationen på grund av det stora utbredningsområdet som livskraftig (LC). IUCN uppskattar hela beståndet med omkring fyra miljoner individer.
Populationen i Medelhavet är listade i appendix I av Bonnkonventionen. Beståndet i Nordsjön, Svarta havet och i tropiska delar av Stilla havet är listade i appendix II. Listning i appendix I betyder att populationen blev kategoriserad som utrotningshotad. Konventionens medlemmar strävar mot en sträng skydd av dessa djur, platserna där de vistas skall bevaras eller återställas och andra faktorer som kan skada djuren under vandringar skall minimeras. Listning i appendix II betyder att deras bevarandestatus är otillfredsställande och att djuren kan ha nytta av skräddarsydda internationella avtal som förbättrar skyddet.